# Maksim Baranau
Maksim Sjarhejewitsch Baranau (belarussisch Максім Сяргеевіч Баранаў, * 11. April 1988 in Babrujsk) ist ein belarussischer Handballspieler.

## Karriere

### Verein
Maksim Baranau stand von 2006 bis 2010 im Kader des belarussischen Vereins SKA Minsk, mit dem er am Europapokal der Pokalsieger 2006/07 und 2007/08 sowie am EHF-Pokal 2008/09, 2009/10 und 2010/11 teilnahm. 2010 wechselte der 1,88 m große rechte Außenspieler zum Brest GK Meschkow, mit dem er 2014, 2015 und 2016 belarussischer Meister sowie 2011, 2014, 2015 und 2016 Pokalsieger wurde. Mit Brest nahm er 2014/15 auch erstmals an der EHF Champions League teil. In der multinationalen SEHA-Liga kam der belarussische Meister 2014 und 2015 ins Endspiel, unterlag dort aber dem RK Vardar Skopje bzw. Telekom Veszprém. 2016 ging er zum rumänischen Klub HC Odorheiu Secuiesc. Nach dem Tod des dortigen Mäzens kehrte er im Februar 2018 nach Brest zurück. 2018, 2019, 2020, 2021, 2022 und 2023 gewann er erneut die Meisterschaft, 2018, 2020 und 2021 den Pokal.

### Nationalmannschaft
Für die belarussische Nationalmannschaft bestritt Baranau bisher 154 Länderspiele, in denen er 368 Tore erzielte. Er stand im Aufgebot für die Europameisterschaften 2014, 2016, 2018 und 2020 sowie für die Weltmeisterschaften 2015 und 2017.